# Рудник Емілі-Енн/Меггі-Хейс
Рудник Емілі-Енн/Меггі-Хейс (Emily Ann/Maggie Hays) – гірничодобувний майданчик на заході Австралії. Також відомий як проект Лейк-Джонстон.
Нікелеве родовище Емілі-Енн виявили в 1998 році та ввели в розробку вже у 2001-му (цього року вилучили перші 11 тисяч тонн руди). З 2002 по 2004 роки видобуток стало зростав та збільшився з 221 до 332 тисяч тонн руди, що дозволило отримати 5,3 та 7,7 тисяч тонн нікелю відповідно. Розробка велась за допомогою транспортного ухилу, що станом на кінець 2004-го досягнув глибини у 336 метрів (верхня частина рудного тіла була досягнута на глибині у 120 метрів).
Видобуток на Емілі-Енн припинився в 2007-му, втім, подальший розвиток проекту міг відбуватись за рахунок родовища Меггі-Хейс, яке знаходилось за 3 кілометра на південь (при цьому Меггі-Хейс мало багаторазово більші запаси руди, проте із меншим в кілька раз вмістом цільового елементу). В 2003-му на Меггі-Хейс почалось будівництво транспортного ухилу, який станом на кінець 2004-го досягнув глибини у 203 метра та мав заглибитись ще щонайменше на дві сотні метрів.
В 2009-му на тлі низьких цін роботи на руднику призупинили. В 2011-му їх відновили та вели до 2014-го, коли відбулось чергове падіння цін, що й призвело до закриття копальні.
Руда надходила на збагачувальну фабрику, потужність якої станом на кінець 2004-го була збільшена до 0,5 млн тонн. В подальшому цей показник довели до 1,5 млн тонн. Отриманий нікелевий концентрат з вмістом цільового компоненту 13,5% вивозили автотранспортом до порту Есперанс на південному узбережжі Австралії.
Всього з 2001 по 2007 роки з Емілі-Енн вилучили 1,5 млн тонн руди, що в середньому містила 3,5% нікелю. Розробка Меггі-Хейс за період по 2014 рік дала 10 млн тонн руди з середнім вмістом нікелю 0,6%.
Первісно проектом Емілі-Енн опікувалась канадська компанія LionOre Mining International (вона ж разом з гірничодобувним гігантом BHP були співвласниками Меггі-Хейс). В 2007-му LionOre була придбана російською компанією «Норильський нікель». В 2014-му права на проект викупила Poseidon Nickel.